# Born 2 Rap
Born 2 Rap è il nono e ultimo album del rapper statunitense The Game, pubblicato nel 2019 da E1 Music.
| Recensione | Giudizio |
| ---------- | -------- |
| NME        |          |
| HipHopDX   |          |

## Tracce
1. City of Sin (featuring Ed Sheeran) – 1:44 – Buddah, Titus E Johnson
2. No Smoke (featuring Miguel & Travis Barker) – 3:20 – Nabeyin, Travis Barker, Authentikbeatz, Wallis Lane, Prince Productions
3. Five Hundred Dollar Candles (featuring Dom Kennedy) – 4:48 – Mike Wavvs, Prince Productions, WallisLane
4. The Light – 3:19 – Tec Beatz
5. Carmen Electra (featuring Mozzy, Osbe Chill & Tobi) – 4:16 – Tec Beatz
6. Dead Homies (featuring Red Café) – 2:53 – Mike Wavvs, Prince Productions, Reske, Lane
7. Gold Daytonas (featuring Dom Kennedy) – 2:37 – Big Duke, Prince Productions, WallisLane
8. West Side – 2:50 – Prince Productions, Big Duke, wallisLane
9. 40 Ounce Love (featuring Just Liv) – 2:58 – Tec Beatz
10. Gucci Flip Flops – 3:43 – Swizz Beatz
11. Born 2 Rap – 3:51 – Tec Beatz, Big Duke, Titus Johnson
12. Welcome Home (featuring Nipsey Hussle) – 4:34 – Bongobytheway
13. Help Me (Interlude) (featuring Sly) – 2:18 – Sly
14. I Didn't Wanna Write This Song (featuring Marsha Ambrosius) – 4:22 – Focus...
15. The Code (featuring 21 Savage) – 5:49 – Big Duke, Prince Productions, Tec Beatz, Titus Johnson, Bongo ByTheWay, Mike Lowry
16. Stay Down (featuring Bryson Tiller) – 3:36 – Big Duke, Mike Zombie, Titus Johnson
17. Hug the Block – 4:58 – Nabeyin, Prince Productions, Lane
18. Ask For Me – 2:38 – DJ Khalil
19. Stainless (featuring Anderson .Paak) – 4:00 – Big Duke
20. Gangstas Make The Girls Go Wild (featuring Chris Brown) – 2:48 – Big Duke, Titus Johnson, WallisLane
21. Blood Thicker Than Water (featuring Trey Songz) – 3:48 – Streetrunner, Azzouz
22. Rewind II – 2:25 – Big Duke
23. One Life (featuring J. Stone & Masego) – 5:14 – wallisLane
24. Cross on Jesus Back (featuring D Smoke) – 3:29 – Big Duke, Mike Zombie, WallisLane
25. Roadside (featuring Ed Sheeran) – 3:54 – Ed Sheeran